# Jugoslavia ai XVI Giochi olimpici invernali
La Jugoslavia partecipò ai XVI Giochi olimpici invernali, svoltisi ad Albertville, Francia, dall'8 al 23 febbraio 1992, con una delegazione di 25 atleti impegnati in sei discipline.